# Poslanecký sněm Iráku
Poslanecký sněm Iráku (arabsky جمهورية العراق Madžlis an-Nuváb al-Iráki, kurdsky ئه‌نجومه‌نی نوێنه‌رانی عێراق Anžuméni Nwénérání Írák) je jednokomorový zákonodárný sbor Irácké republiky. V současné době je na 4 roky voleno 329 poslanců, z toho 9 je míst je předurčeno pro menšiny.

## Historie

### Před rokem 2003
Po zavedení konstituční monarchie v roce 1925 byl ustaven dvoukomorový parlament. Do Poslaneckého sněmu mohli své zástupce volit pouze muži. Horní komora zvaná Senát byla jmenována králem.
Parlament existoval i v období republiky a vlády strany Baas, nicméně volby nebyly svobodné a parlament neměl reálnou moc.

### Ústava z roku 2005
Po koaliční invazi byla sepsána nová ústava, podle které má legislativní moc mít dvoukomorový parlament, jehož druhá komora má být ustanovena Poslaneckým sněmem. K roku 2024 nebyly k ustavení druhé komory podniknuty žádné kroky.
Ústava dále specifikuje, že má sněm mít za každých 100 000 obyvatel země jednoho poslance, vzhledem k tehdejší populaci byl určen počet 275.
Čtvrtina poslanců musí být dle ústavy ženy.

### Volební reforma roku 2009
V roce 2009 byla schválena volební reforma, která mimo jiné v souladu s příbytkem obyvatel zvýšila počet poslanců na 325.

### Nepokoje roku 2016
Při demonstracích v roce 2016 vtrhl do budovy Poslaneckého sněmu nespokojený dav. Poslanci, kteří neuprchli, museli strpět urážky a někteří byli biti.

### Volební reforma roku 2018
Počet poslanců byl před volbami v roce 2018 zvýšen na 329.

### Volební reforma roku 2019
Volební systém byl kvůli nepokojům v roce 2019 opět změnen, tentokrát bylo změněno jakým způsobem jsou poslanci voleni. Přešlo se na systém jednoho nepřenosného hlasu.